# Ignatz Doellinger
Ignatz Döllinger (Bamberg, 1770 - Múnich, 1841) fue un médico, botánico, anatomista y profesor alemán, y uno de los primeros en entender y tratar la medicina como una ciencia natural.
Su padre era profesor en la Universidad, y médico del Príncipe Obispo. Comenzó sus estudios en su ciudad natal (donde obtiene su doctorado en 1794), y los continuará en Wurzburgo, Pavia y Viena antes de retornar a Bamberg. Luego del doctorado en 1794, es profesor de Fisiología y Patología general en Bamberg, y fue llamado a un profesorado de Anatomía y Fisiología en Wurzburgo en 1803. En 1823, este destacado anatomista se había trasladado desde Wurzburgo a la "Academia de Ciencias de Múnich, al Instituto construido para él por el arquitecto favorito de Ludwig. Döllinger se convirtió en profesor de anatomía, sin dejar de ser "curador" de la Academia responsable de la mayoría de la colección. Döllinger promovió especialmente la anatomía comparada y la embriología. Cayó enfermo en 1836, y murió en 1841.
Sus más conocidos estudiantes fueron Louis Agassiz, Karl E. von Baer, J. Lucas Schönlein, Christian Heinrich von Pander, Lorenz Oken.
Su importancia provino de sus contribuciones a la comprensión del desarrollo humano y de la anatomía comparativa, basado en su conocimiento en todos los ámbitos de la morfología y fisiología. Fue uno de los primeros profesores de percibir y tratar la medicina como ciencia natural - su trabajo en la circulación de la sangre, los procesos de secreción y las primeras etapas del desarrollo embrionario son ejemplares. Al mismo tiempo, fue consciente de que simplemente recolectar datos científicos era tan ineficaz como pura especulación, y por esa actitud es considerado un filósofo de la naturaleza.
Döllinger fue el padre del teólogo  Ignaz von Döllinger.

## Algunas publicaciones
- Über die Metamorphose der Erd- und Steinarten aus der Kieselreihe. Erlangen 1803
- Grundriss der Naturlehre des menschlichen Organismus. Zum Gebrauche bei seinen Vorlesungen. Bamberg und Würzburg 1805
- Bemerkungen über die Vertheilung der feinsten Blutgefässe in den beweglichen Theilen des thierischen Körpers. J. Fr. Meckel's Archiv, IV, pp. 186
- Was ist Absonderung und wie geschieht sie? Eine akademische Abhandlung. Wurzburgo 1819
- Denkschriften der Münchener Akademie VII, S. 179
- Blutlauf. In Meckel's Archiv. II
- Beiträge zur Entwicklungsgeschichte des menschlichen Gehirns. Frankfurt a. M. 1814
- Üeber das Strahlenblättchen im menschlichen Auge. Nova aeta Aca Döllinger Caes. Leop. nat. Curiosorum, IX: 268
- Illustratio ichnograpidca fabricae oculi humani. Wurzburgo 1817

- 1826. Bericht von dem neuerbauten anatomischen (Informe de la nueva construcción anatómica). Theater der Königlichen Akademie der Wissenschaften, Múnich. p. 7

### Epónimos
- (Asteraceae) Doellingeria Nees[3]